# Barbara Helbig (Golfspielerin)
Barbara Helbig (* 14. Juni 1958 in Dortmund) ist eine deutsche Berufsgolferin und Golflehrerin. Sie war unter anderem viermalige deutsche Meisterin der Amateure und Profis und jeweils die erste deutsche Spielerin, die auf der Ladies European Tour (Ford Classic in Woburn, 1980) sowie der Women´s Professional Golf Tour, der Vorläuferin LPGA Tour, einen Sieg erzielen konnte. Insgesamt war sie von 1981 bis 1991 internationale Tourspielerin. Von 1991 bis 1996 beschäftigte sie der Deutsche Golf Verband als Nationaltrainerin. Heute arbeitet sie als Golf Professional der PGA of Germany im Golf Club Neuhof. Sie ist Lehrwartin des Hessischen Golfverbandes.

## Meisterschaften
- 4 × Offene Deutsche Meisterin der Amateure und Professionals
- 5 × Offene Deutsche Vize-Meisterin

## Auszeichnungen
1997 wurde sie in einer Reihe mit Bernhard Langer zur „5-Star-Professional“ ernannt.  Damit zeichnet die PGA of Europe Persönlichkeiten aus, die der Sportart Golf ganz besondere Impulse gegeben haben. Außerdem wurde sie zu einer der besten 50 Golftrainer Deutschlands gewählt (Golfjournal, Ausgabe 7/08). Als Diplom Trainerin, staatlich geprüft, ist sie die einzige Frau in Deutschland, die diese Qualifikation in der Sportart Golf erworben hat. Bei der PGA of Germany hat sie den Status G1.